# Barleria sunzuana
Barleria sunzuana är en akantusväxtart som beskrevs av R.K. Brummitt och J.H. Seyani. Barleria sunzuana ingår i släktet Barleria och familjen akantusväxter. Inga underarter finns listade i Catalogue of Life.